# Rhodafra indistincta
Rhodafra indistincta är en fjärilsart som beskrevs av Butler 1877. Rhodafra indistincta ingår i släktet Rhodafra och familjen svärmare. Inga underarter finns listade.